# Прибутковий будинок страхового товариства «Саламандра»
Прибутковий будинок страхового товариства «Саламандра» — шестиповерхова будівля, збудована у 1914—1916 році, з головним фасадом на вулиці Сумській в історичному центрі Харкова. Пам'ятка архітектури та містобудування місцевого значення № 7397-Ха.

## Історія
Прибуткова будівля страхового товариства «Саламандра» збудована на основі конкурсного проєкту учнів Петербурзької академії мистецтв М. В. Редькіна та Д. М. Бердникова. Проєкт був удосконалений досвідченим архітектором Миколою Верьовкіним. Він також додав до проєкту скульптурний картуш з емблемою товариства та фігури. Будинок побудовано на викупленій товариством у дворянина та лікаря Сочави Миколая Афанасійовича в 1914 році землі між Сумською та Римарською вулицями.
Фасад будівлі вирішено в стилі неокласицизму. Він вирізняється досконалістю пропорцій та багатством пластики. З боку Сумської вулиці має парадний двір — курдонер. У центрі двору знаходиться фонтан (зараз не працює, у напівзруйнованому стані). Головний фасад прикрашено двома скульптурами і чотирма погруддями в античному стилі, пілястрами іонічного ордера, медальйонами, барельєфами, лоджіями та балконами. На медальйонах зображена саламандра. За легендою, вона охороняє від вогню будівлю страхового товариства, яке займалося страхуванням життя та майна від пожеж і нещасних випадків. Другий фасад будівлі виходить на Римарську. Його виконано у тому ж стилі, прикрашено шістьма скульптурами, одинадцятьма медальйонами, декількома балконами та пілястрами. Він має два входи та дві арки у двір. Всередині будинку збереглися мармурові сходи, пілястри, плитка й деякі двері.
Будинок на Сумській був прибутковим, а головне харківське відділення товариства знаходилося в будинку Гладкова на Миколаївській площі (нині майдан Конституції), у будинку № 19, навпроти Миколаївської церкви (зруйнована). Прибутковий будинок був забезпечений прогресивними для початку XX століття інженерними комунікаціями — ліфтами, сміттєпроводами, внутрішніми водостоками.
Після захоплення міста більшовиками, з 1920 року в прибутковому будинку розміщувалися різні трести й контори ВРНГ УСРР, які в 1928 році переїхали в новозбудовану будівлю Держпрому. У 1980 році будівля була відреставрована. Зараз це житловий та офісний будинок із магазинами на першому поверсі.

## Галерея

#### Фасад на Сумській вулиці:

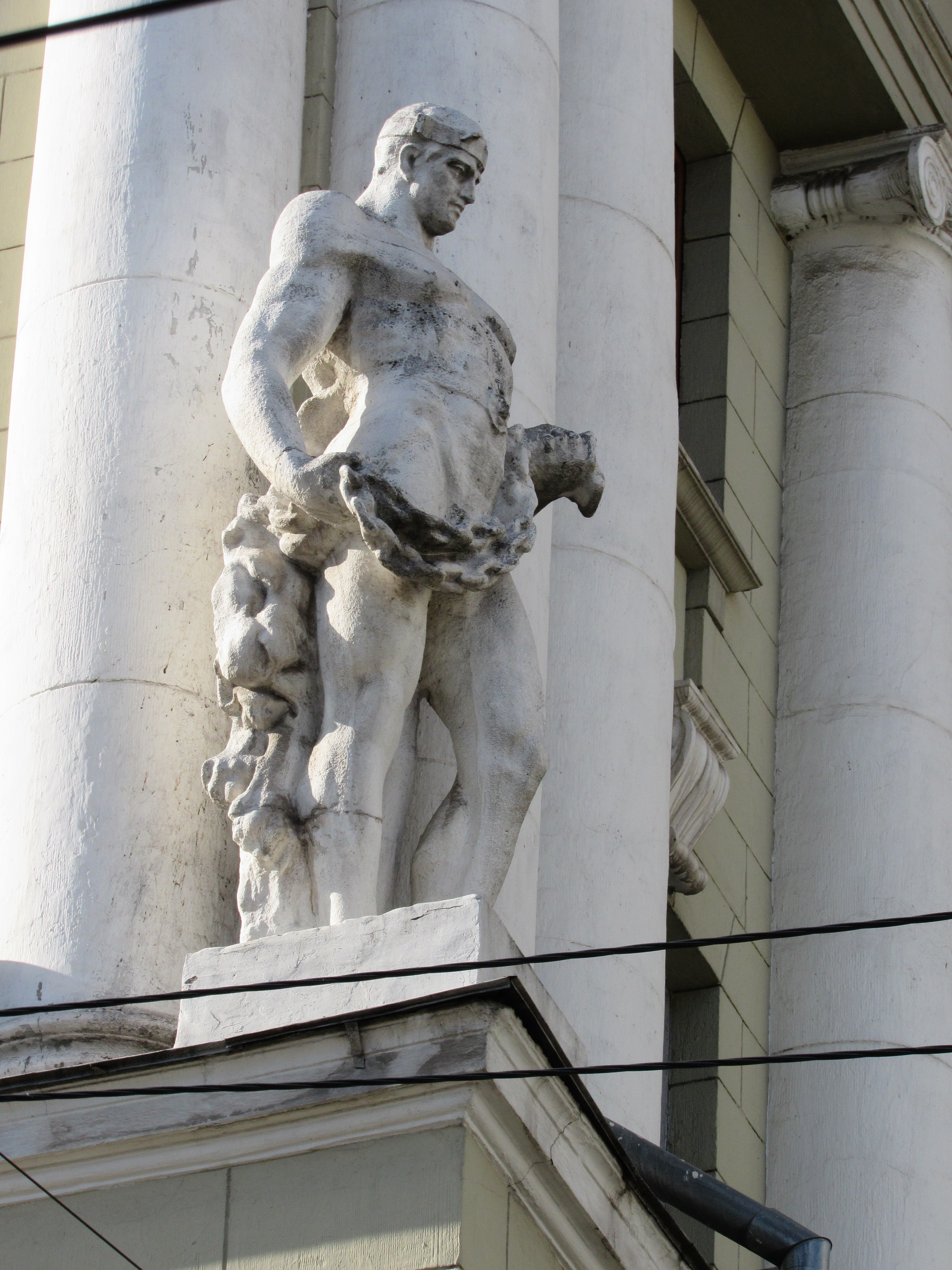
Скульптура зліва
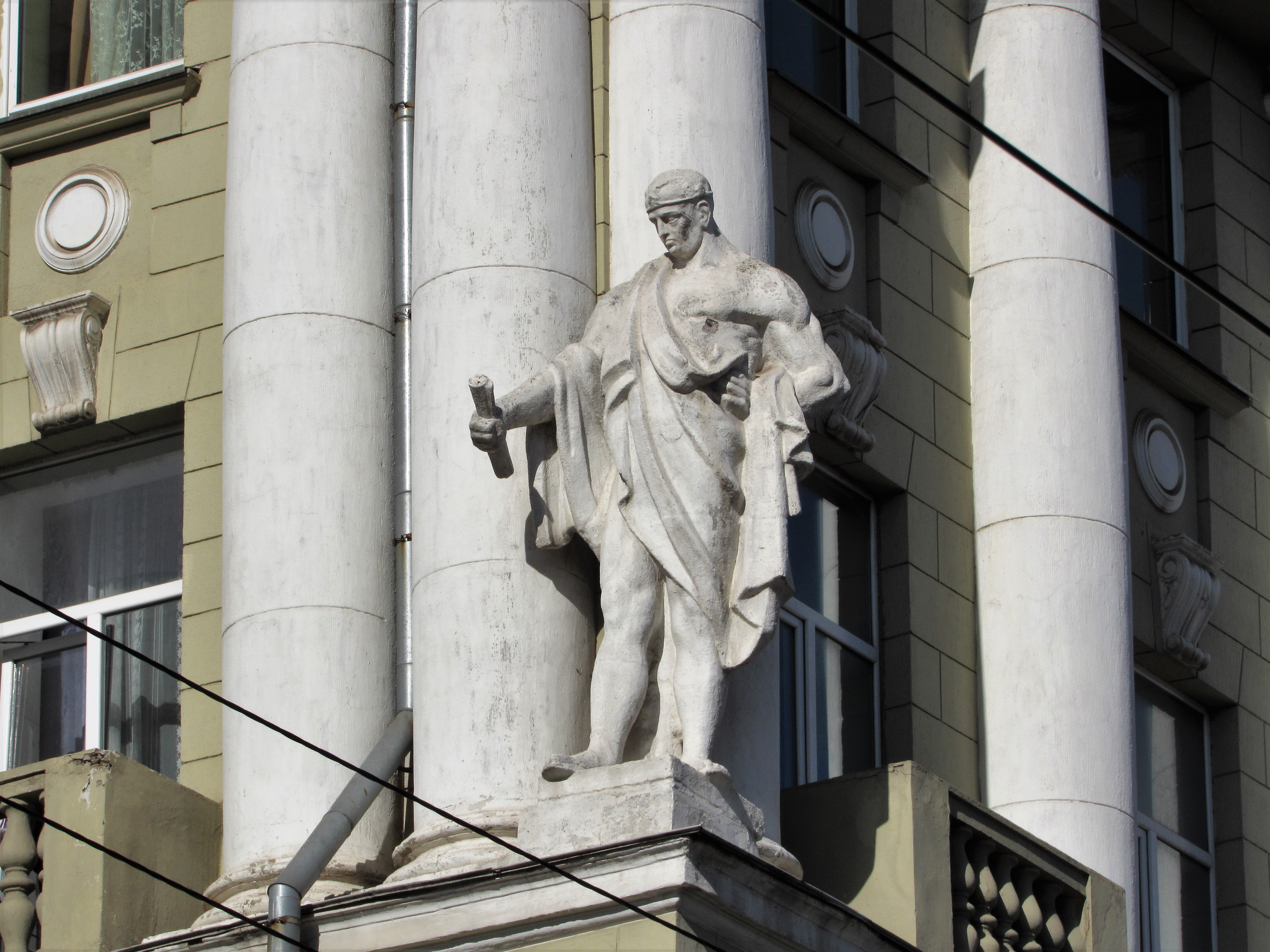
Скульптура справа
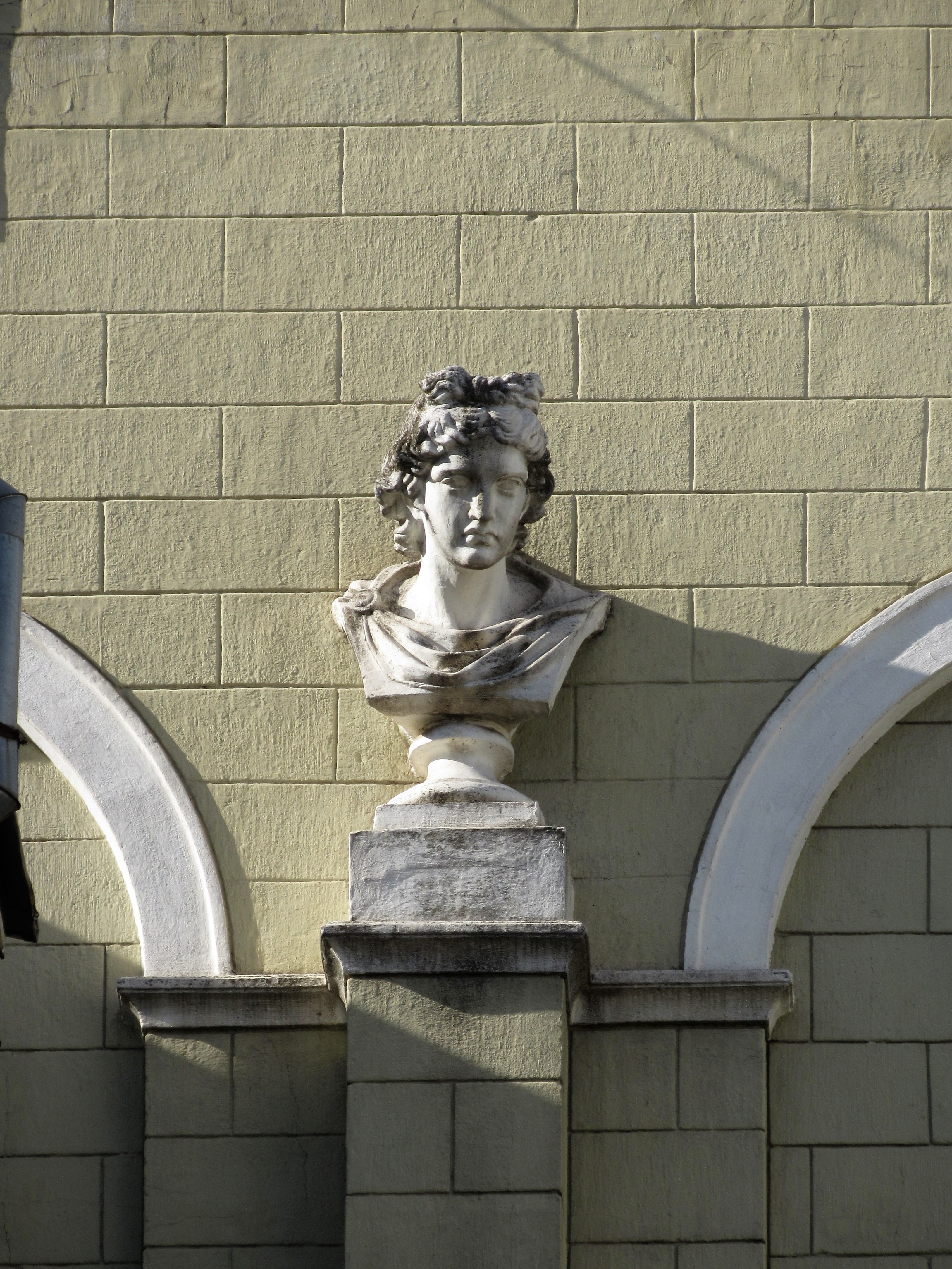
Перше погруддя
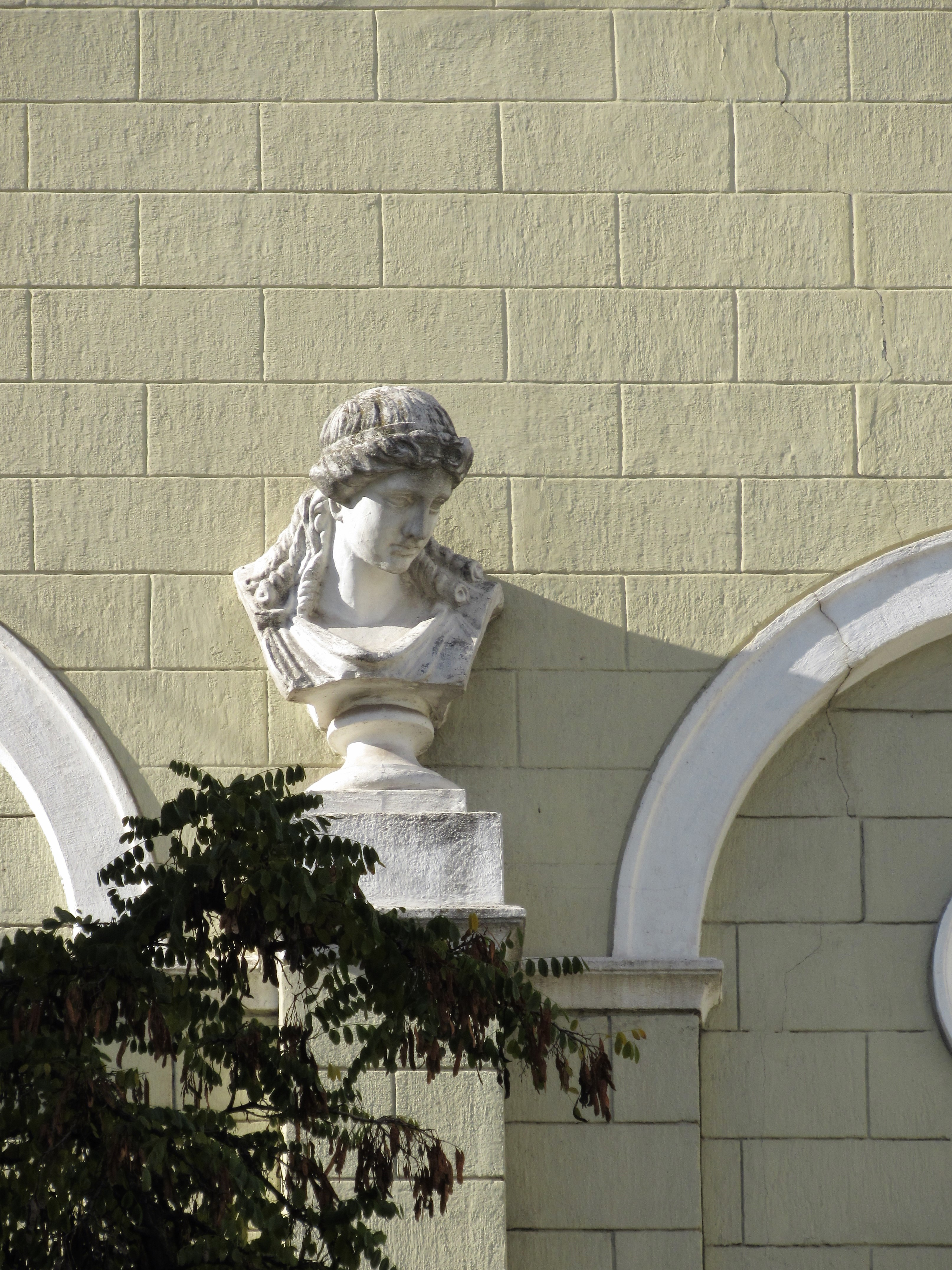
Друге погруддя
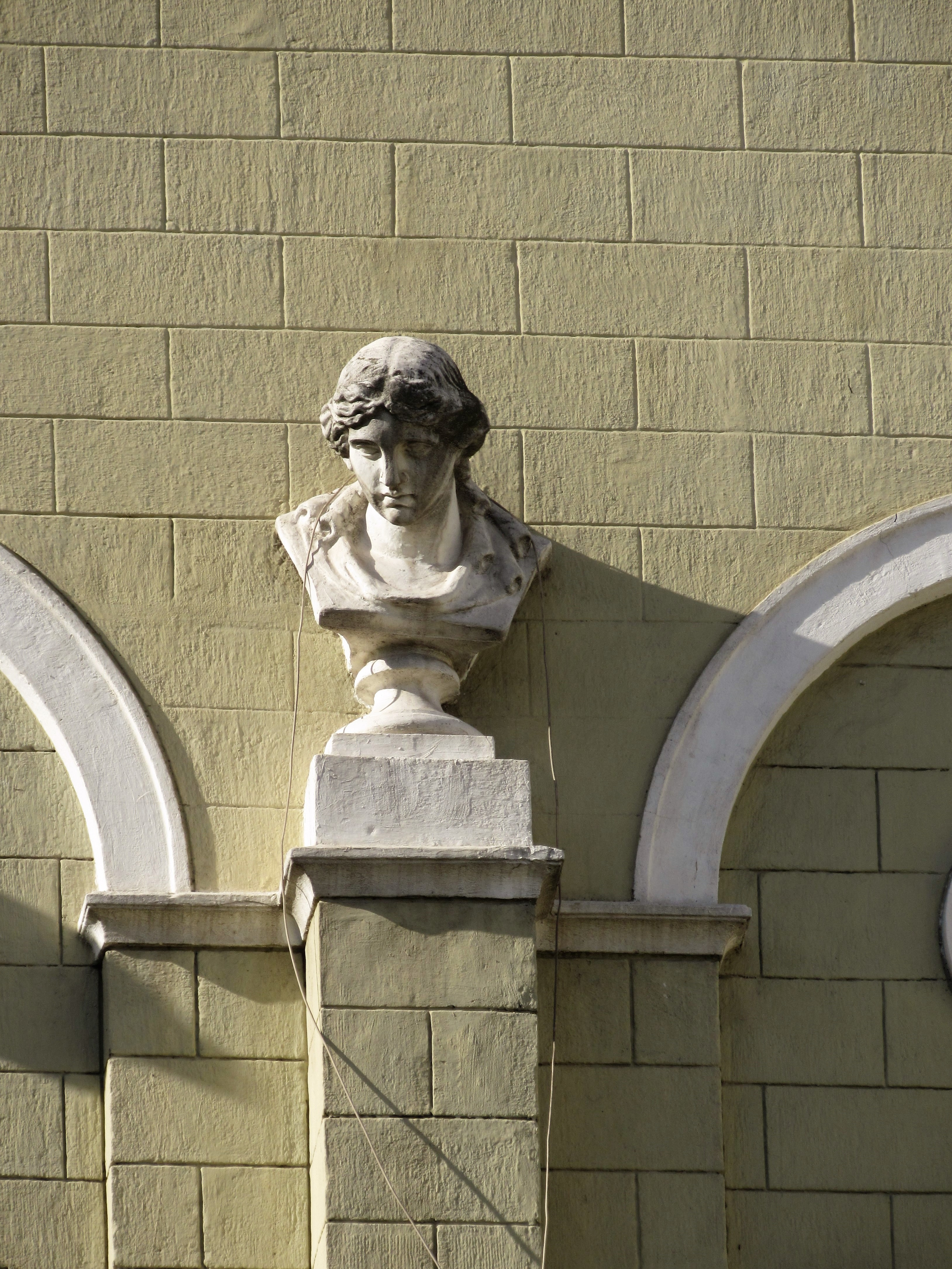
Третє погруддя
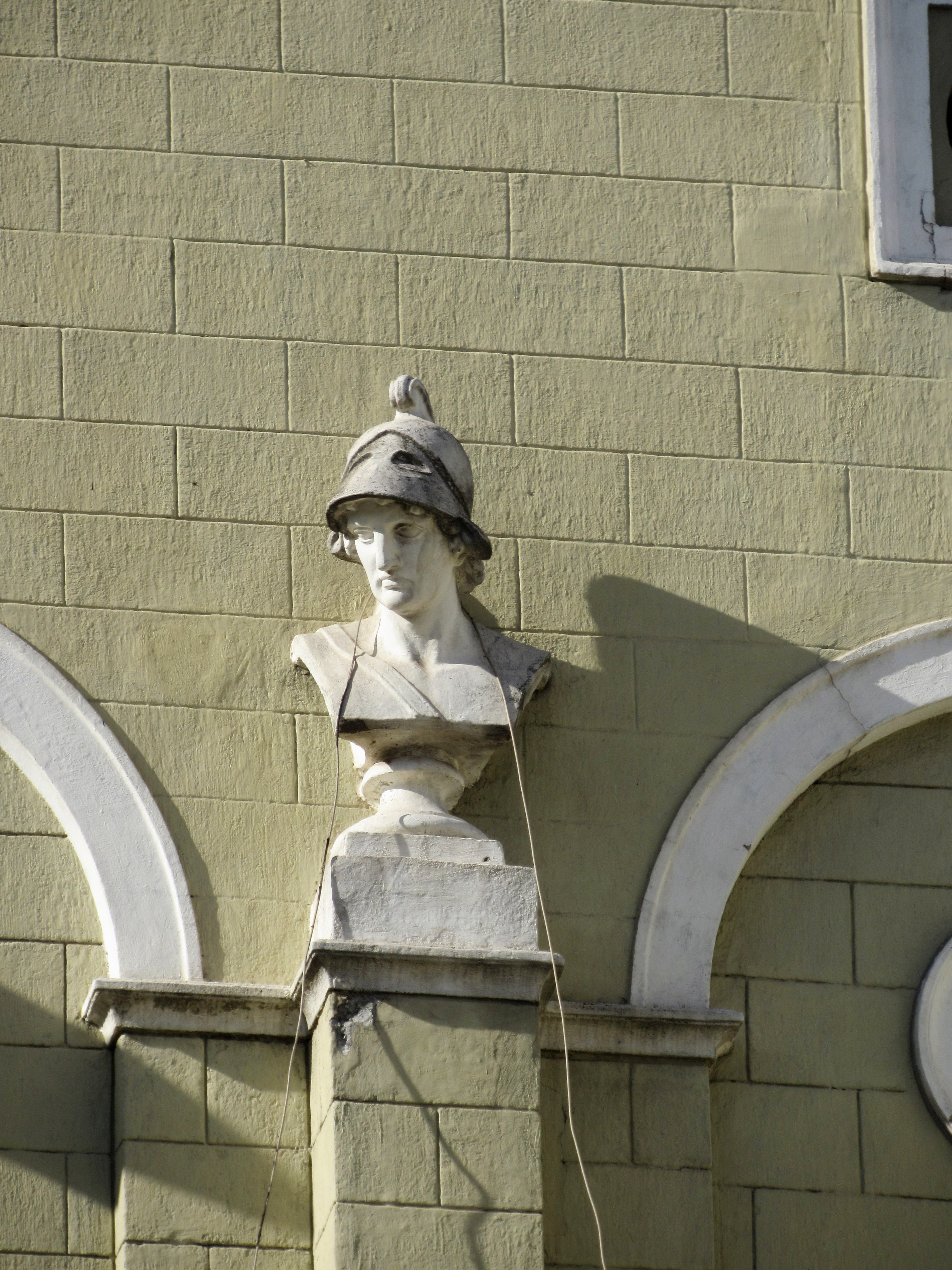
Четверте погруддя
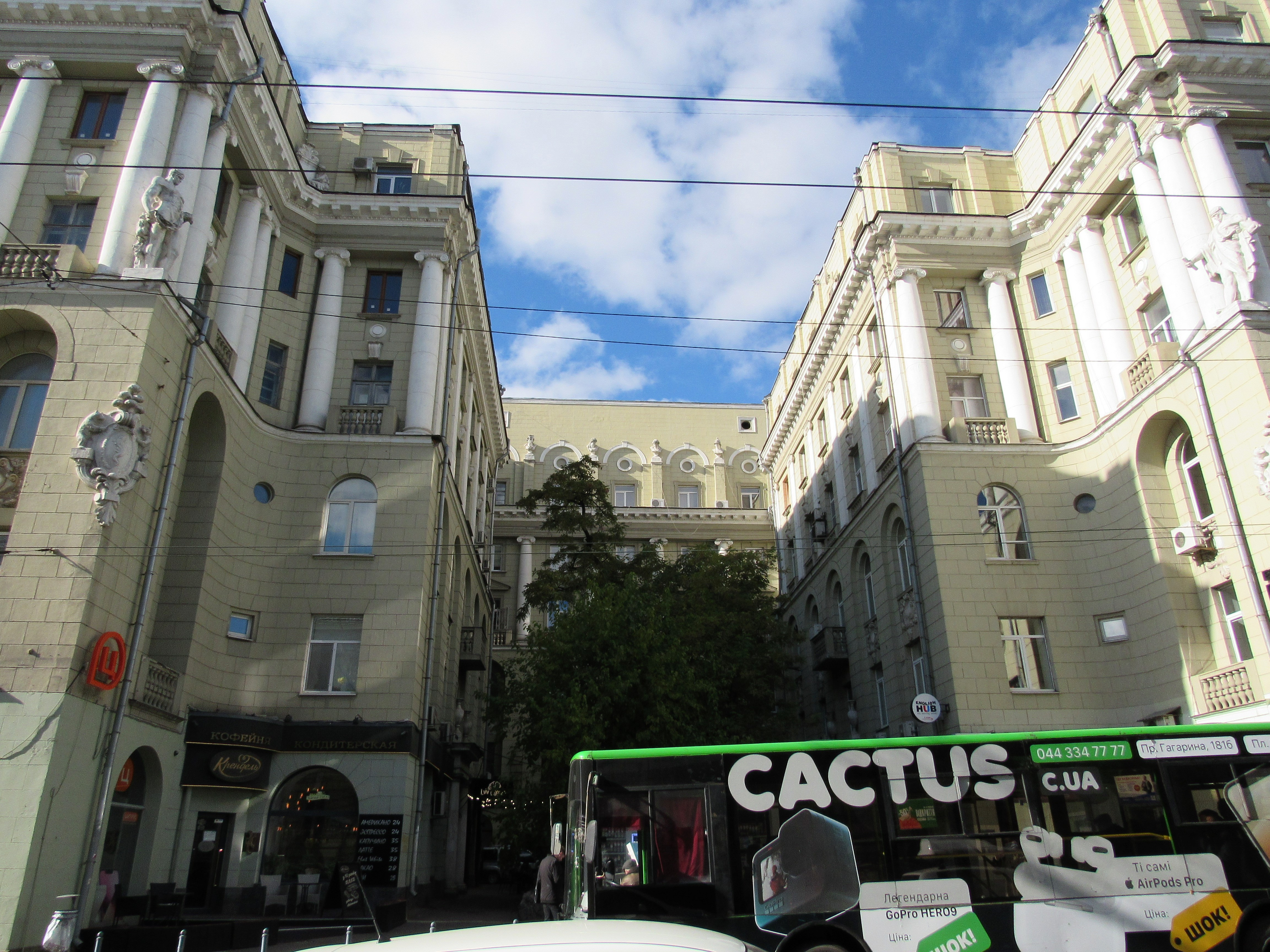
Загальний вигляд будинку
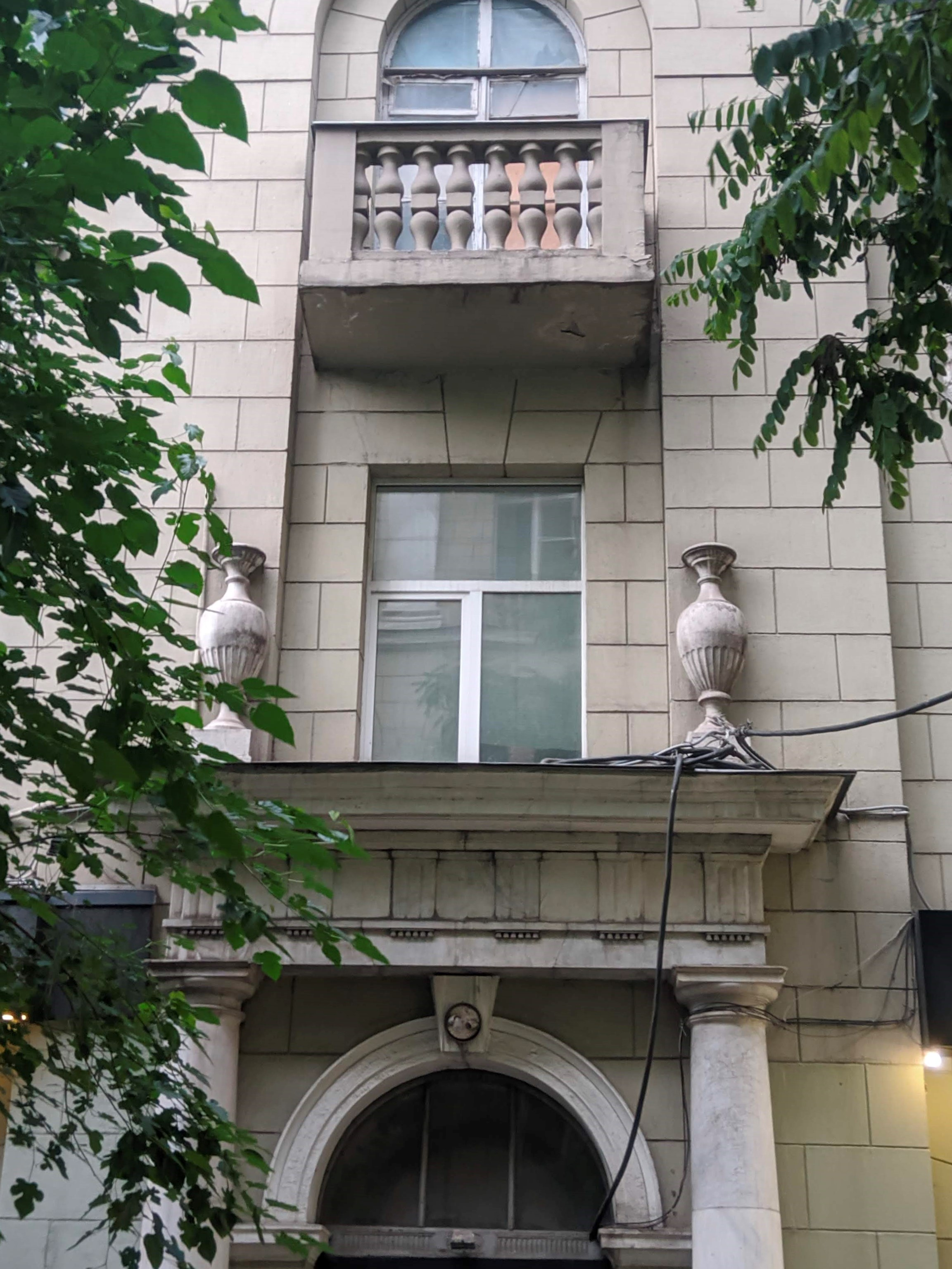
Вазони та балкон над входом
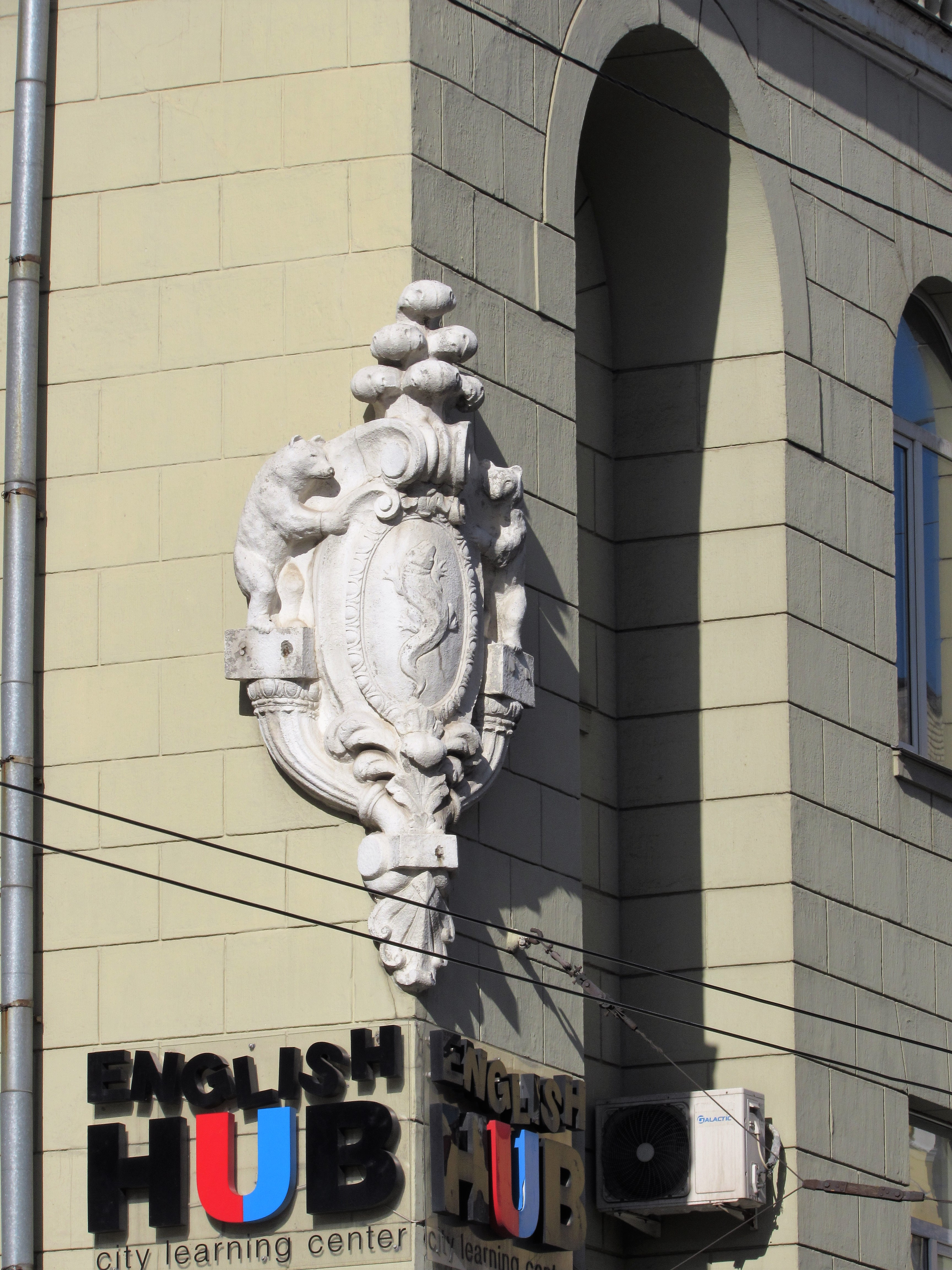
Медальйон з саламандрою і ведмедями
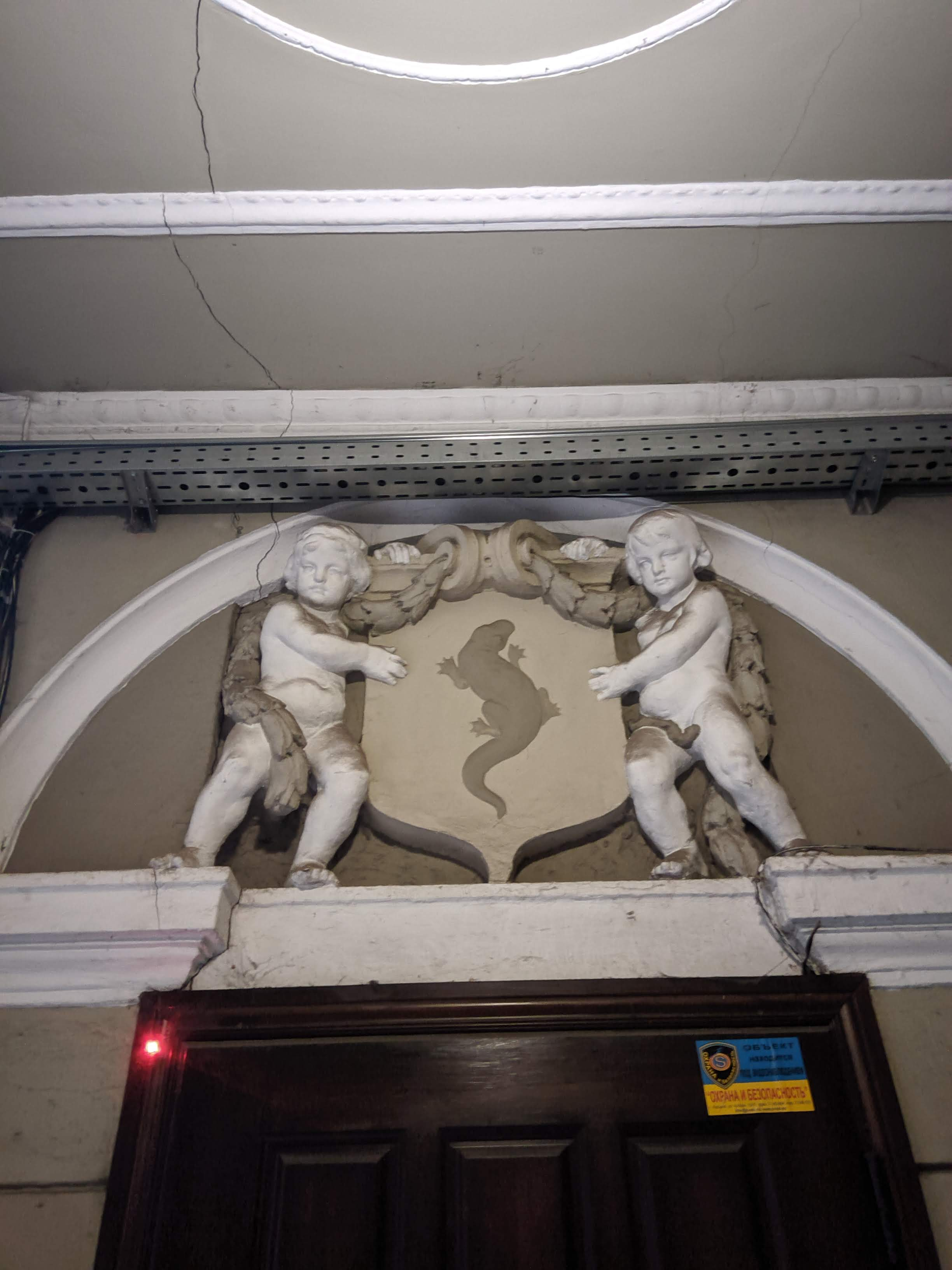
Емблема товариства над одним з входів
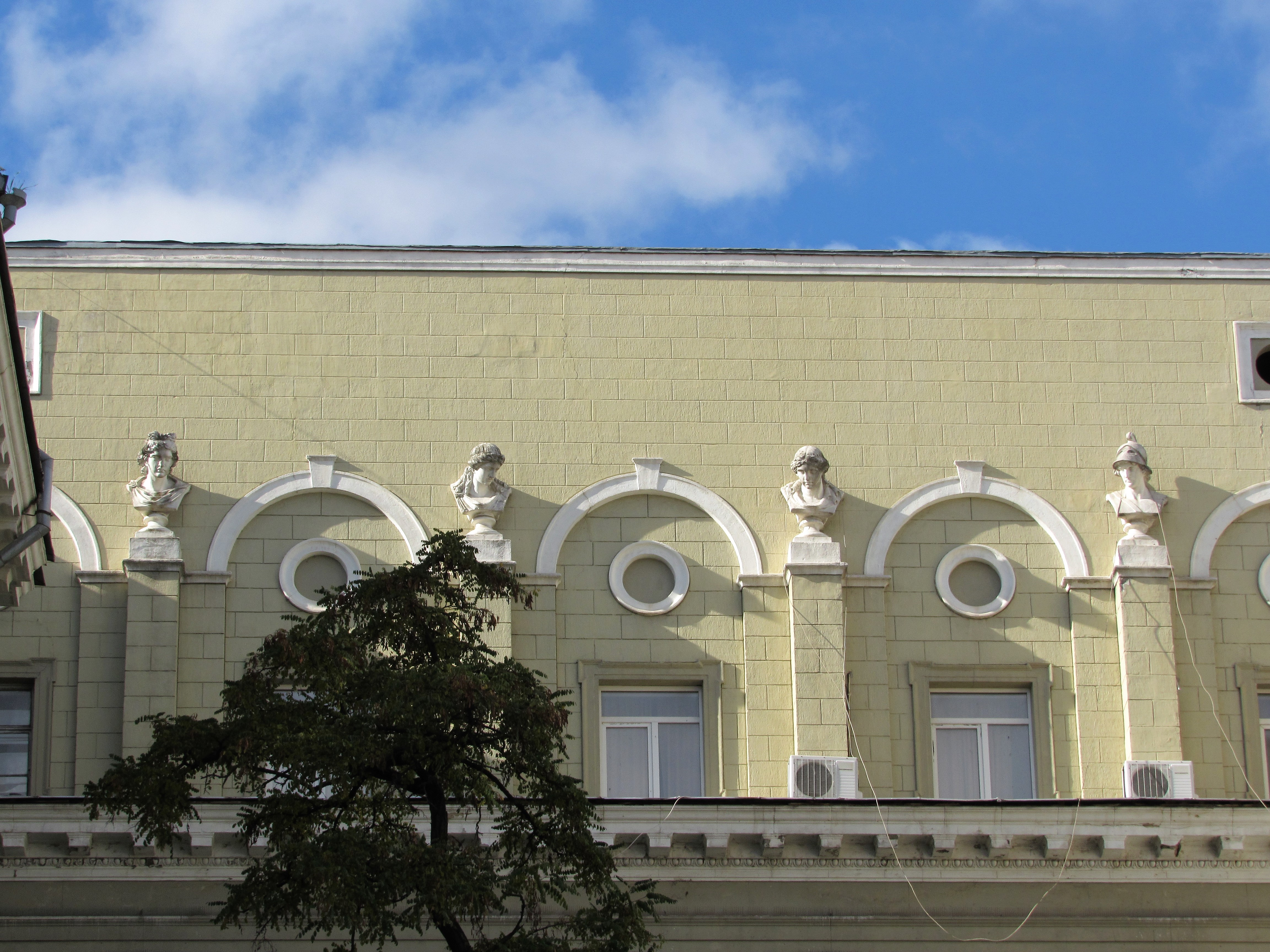
Всі погруддя
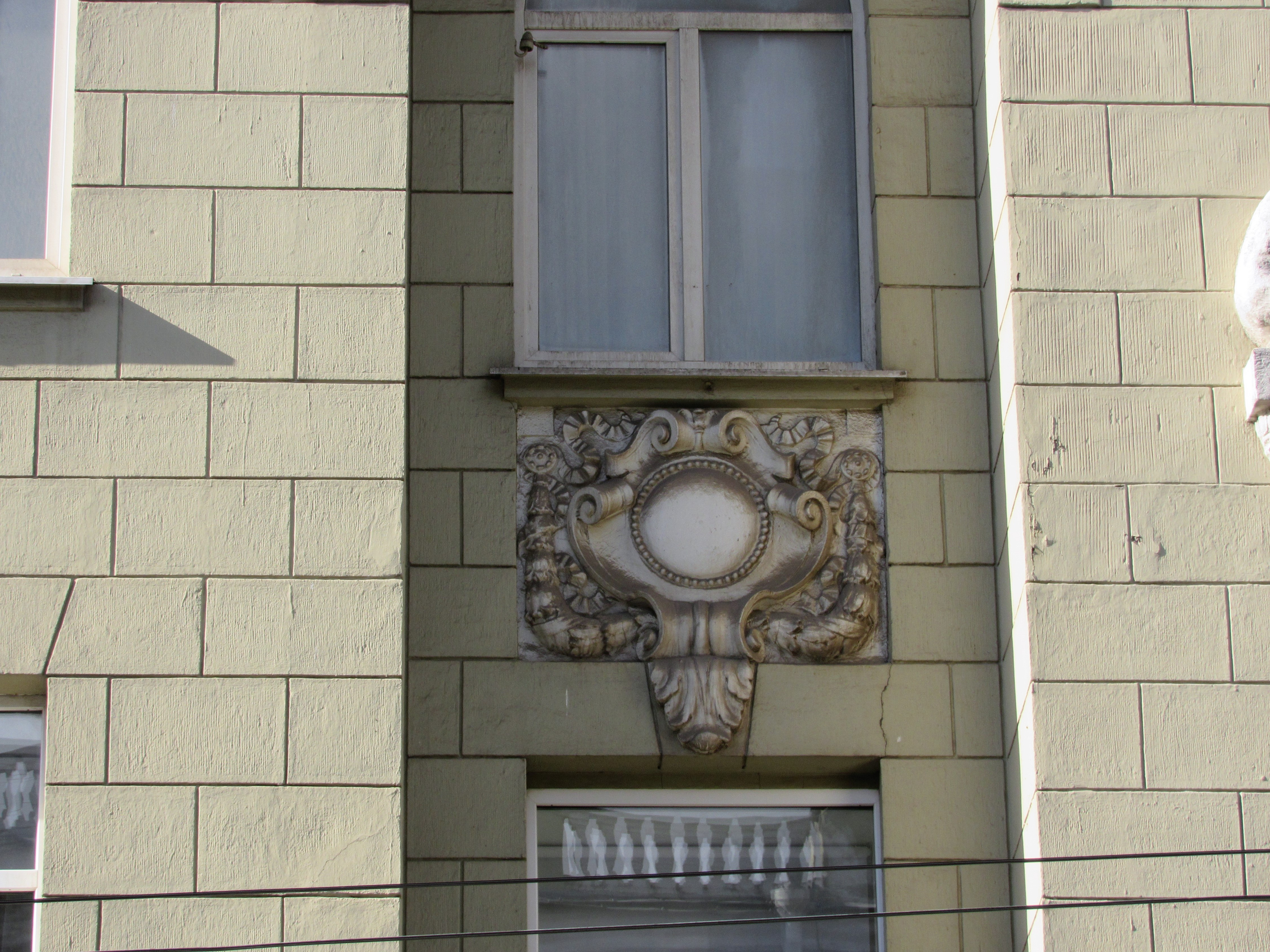
Деталі фасаду

#### Фасад на Римарській вулиці:

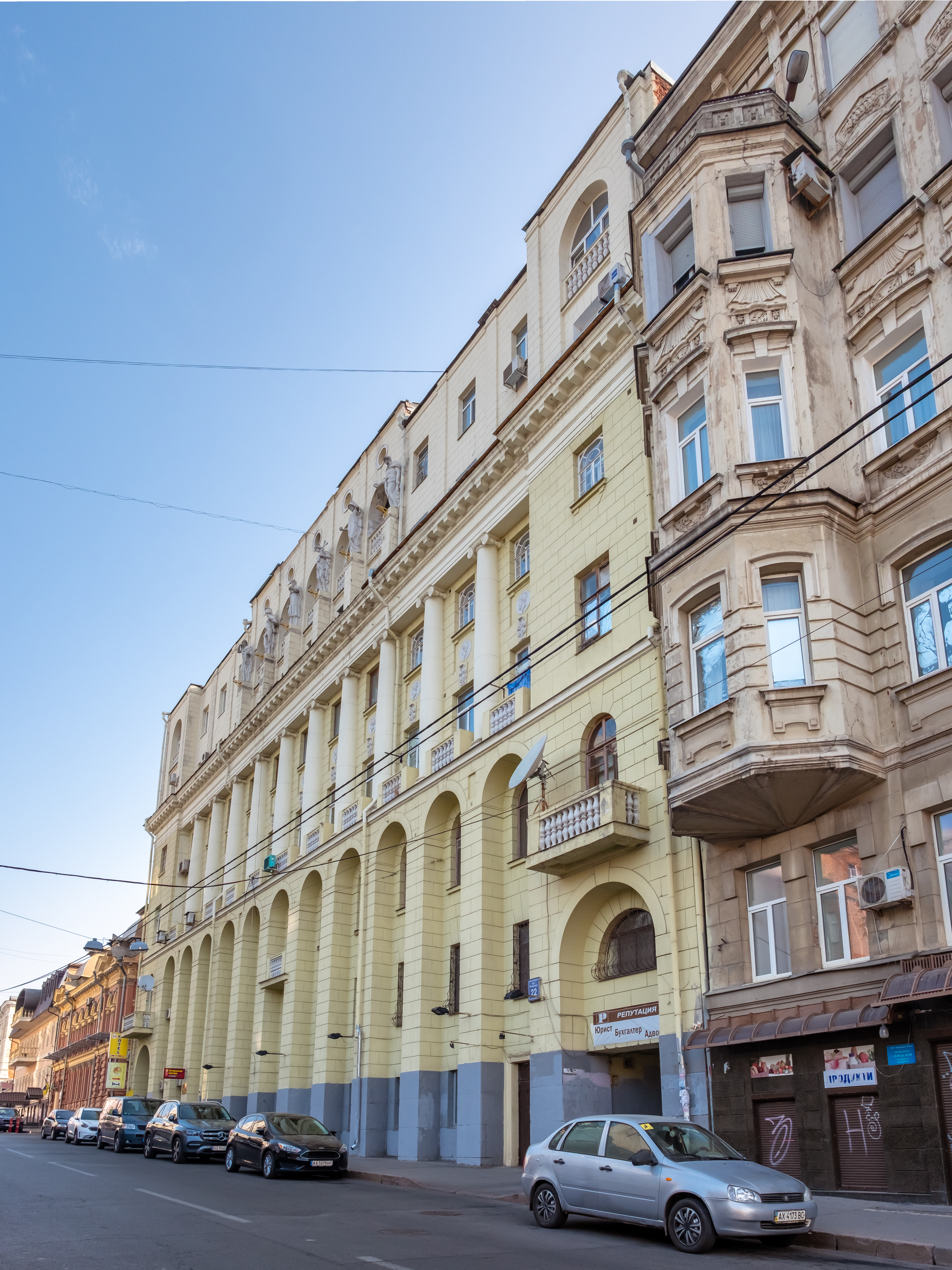
Фасад на Римарській
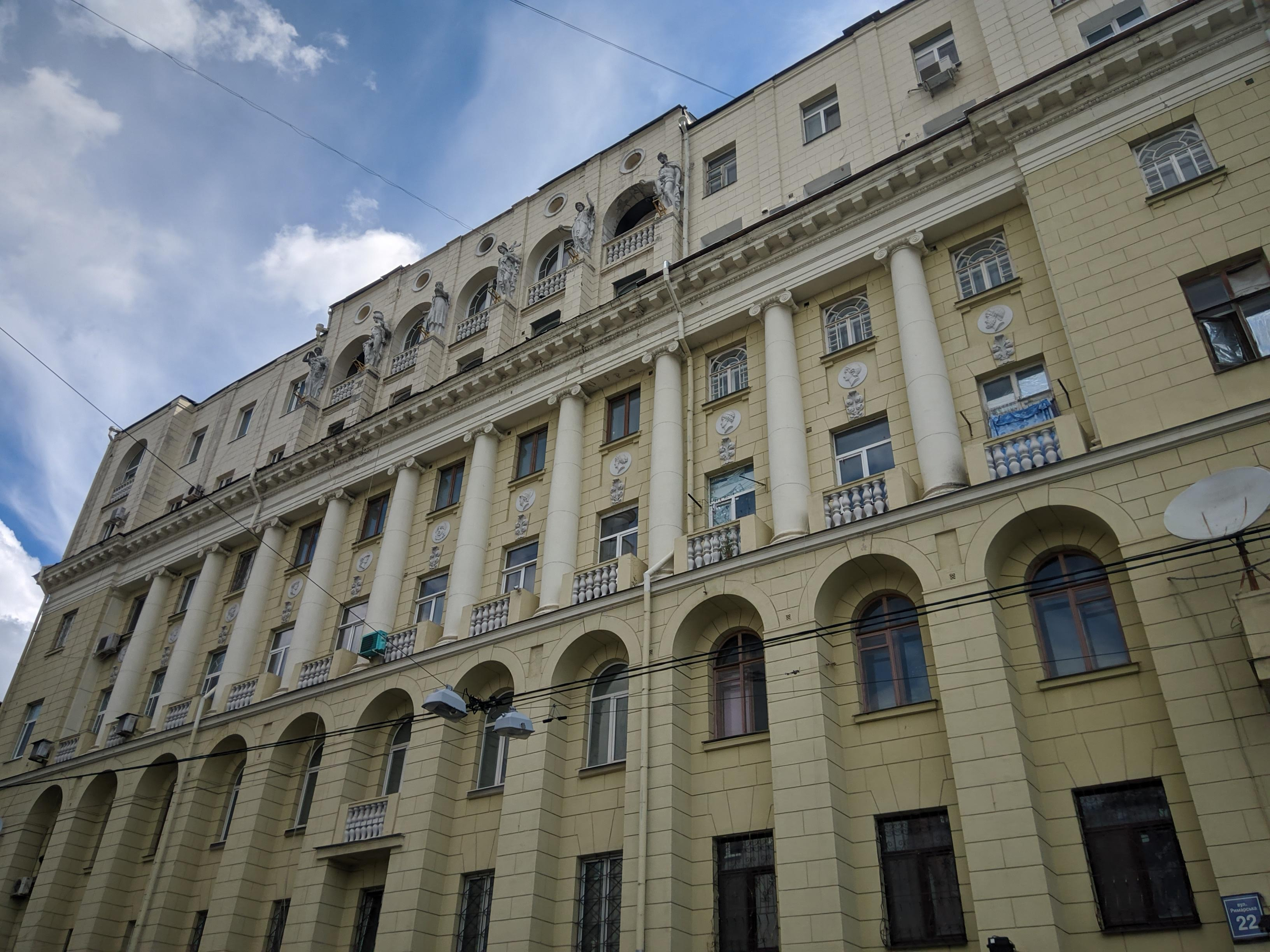
Загальний вигляд фасаду
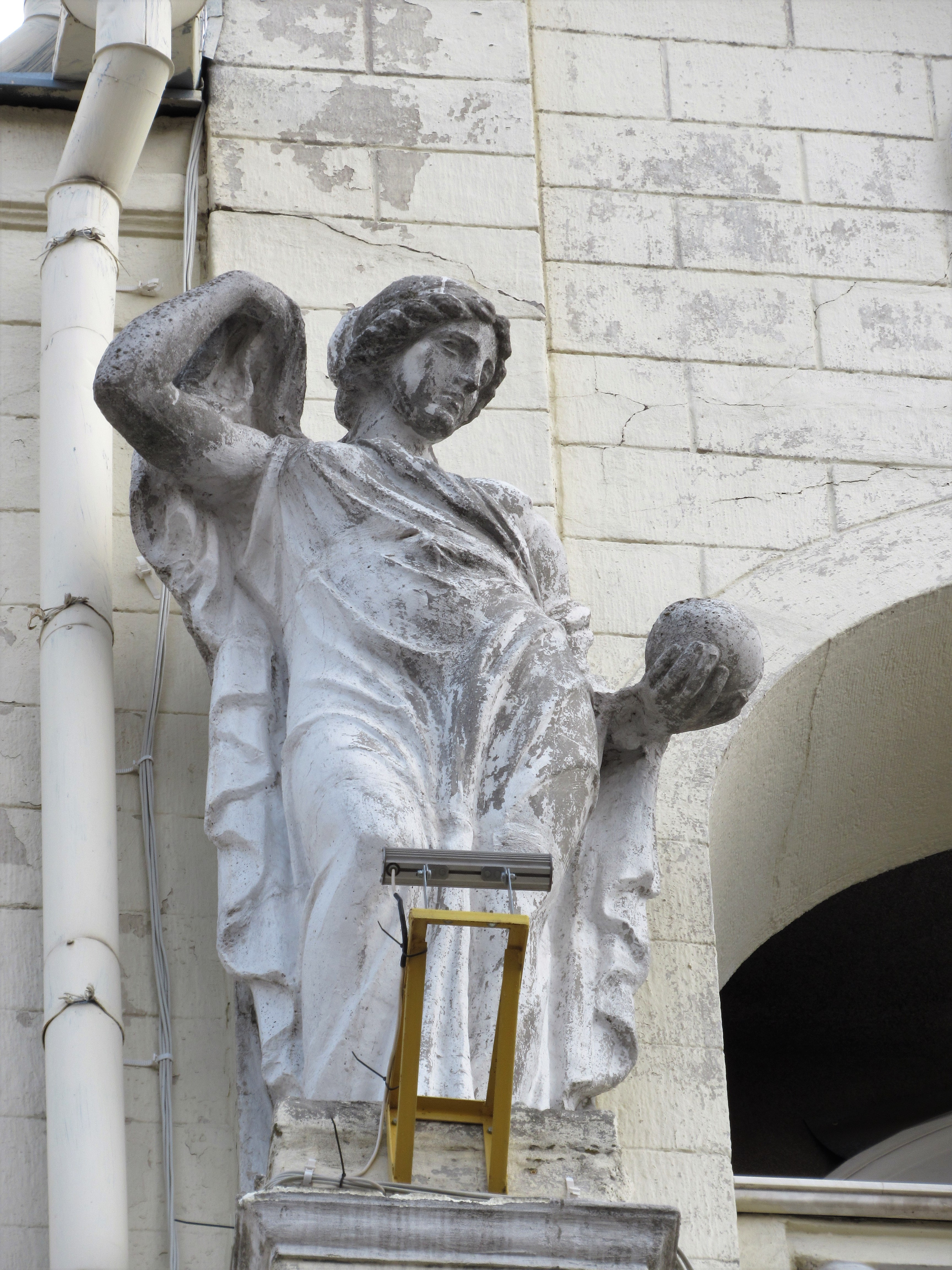
Перша скульптура
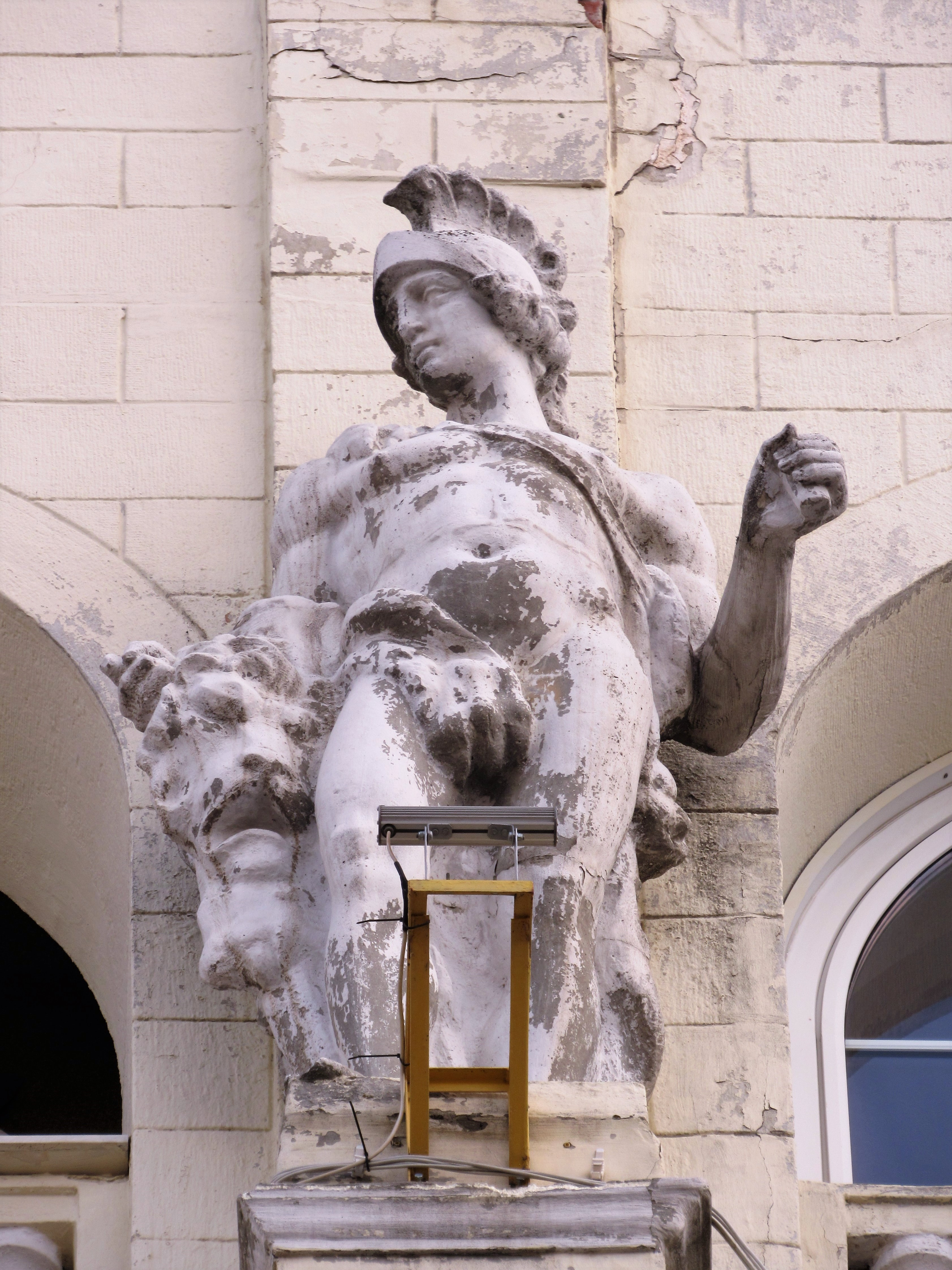
Друга скульптура
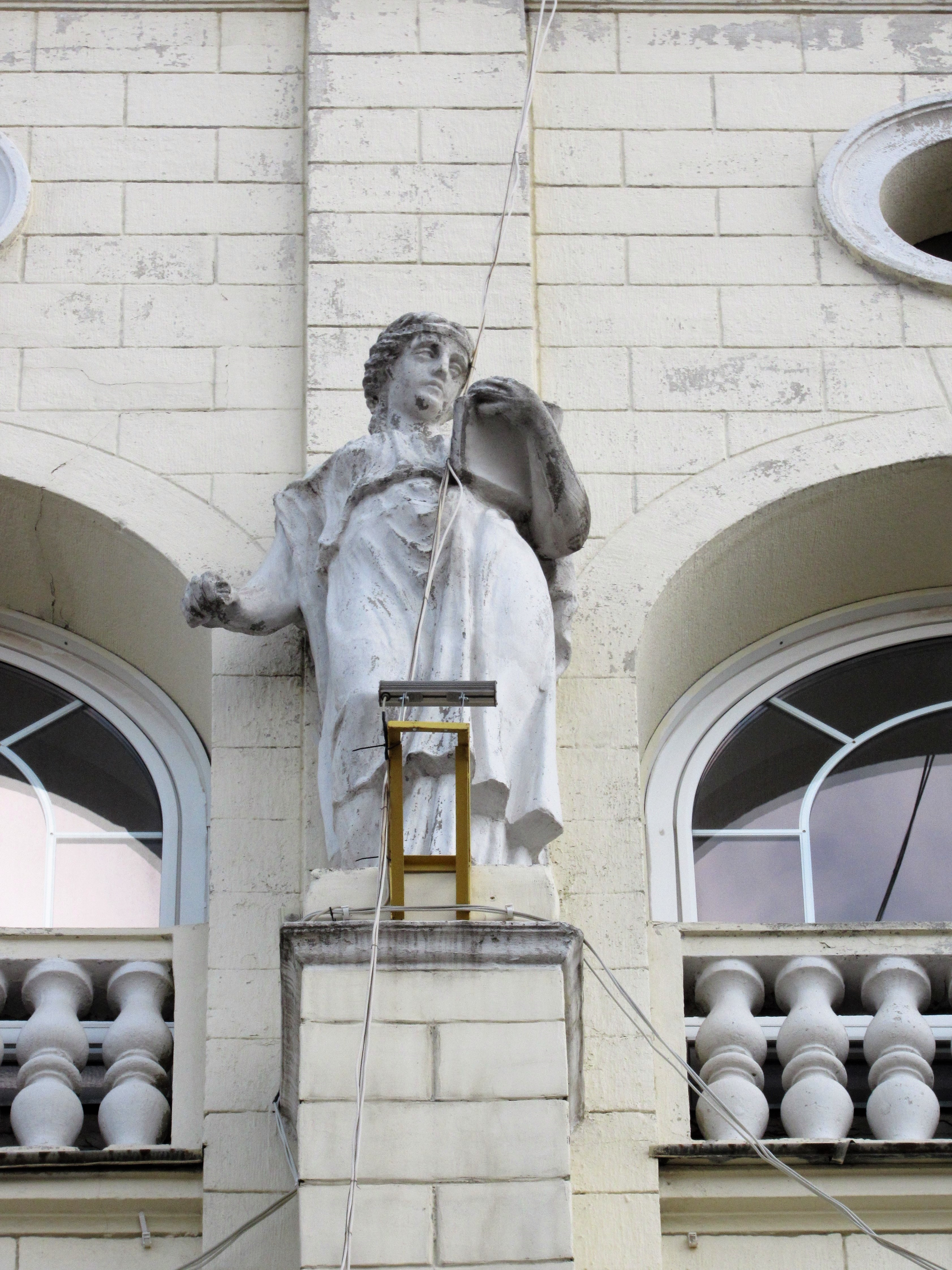
Третя скульптура
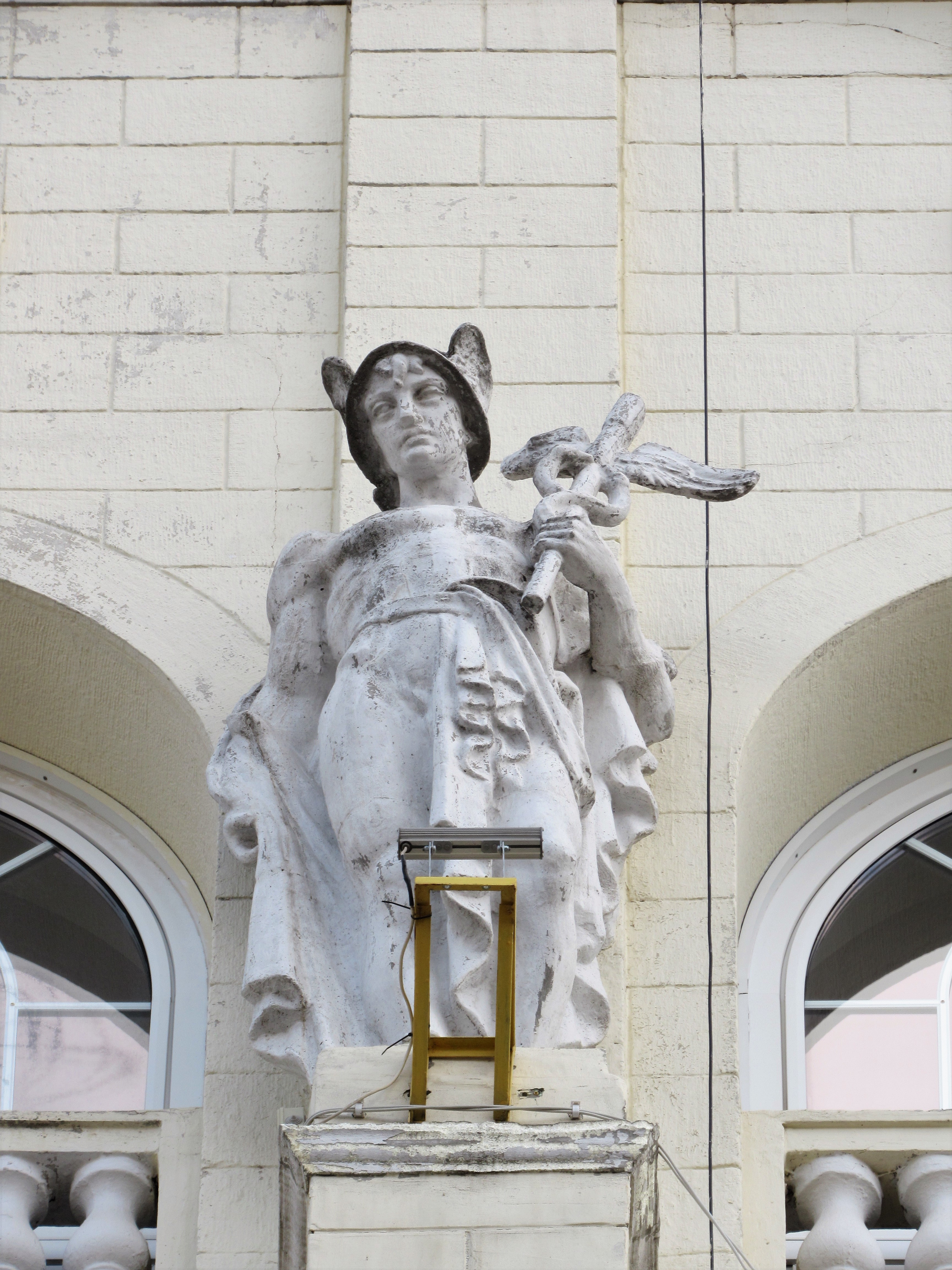
Четверта скульптура
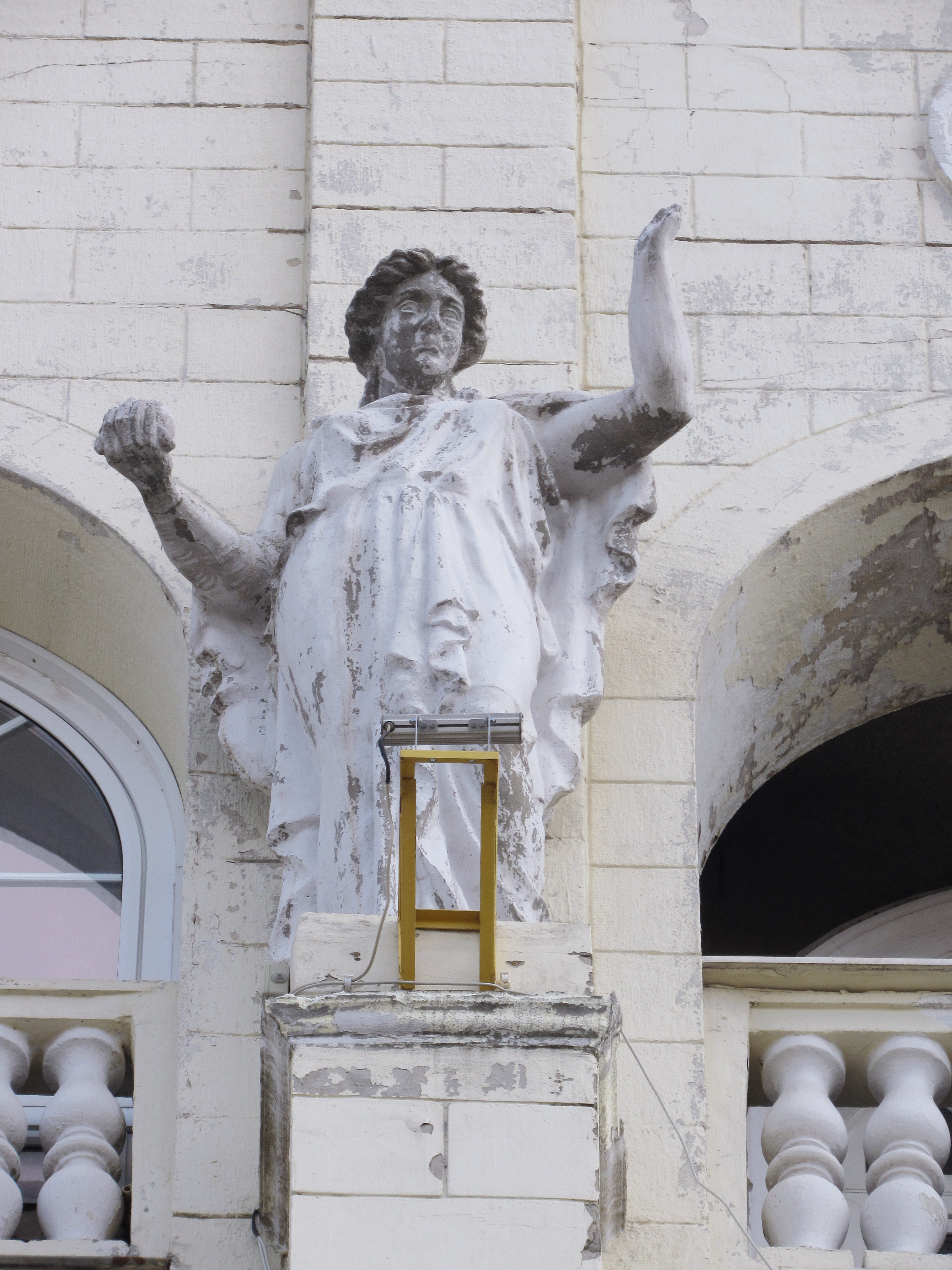
П'ята скульптура
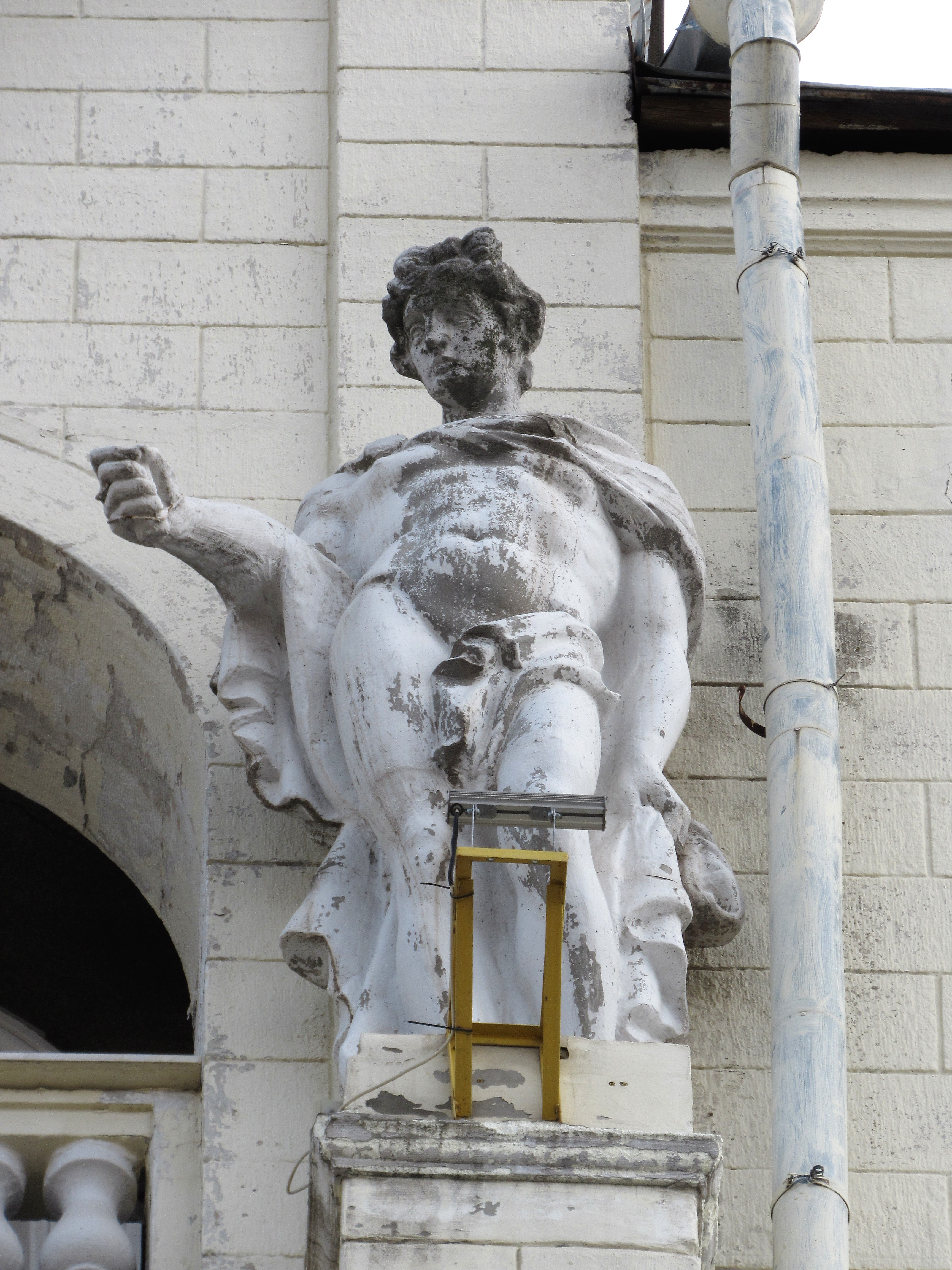
Шоста скульптура
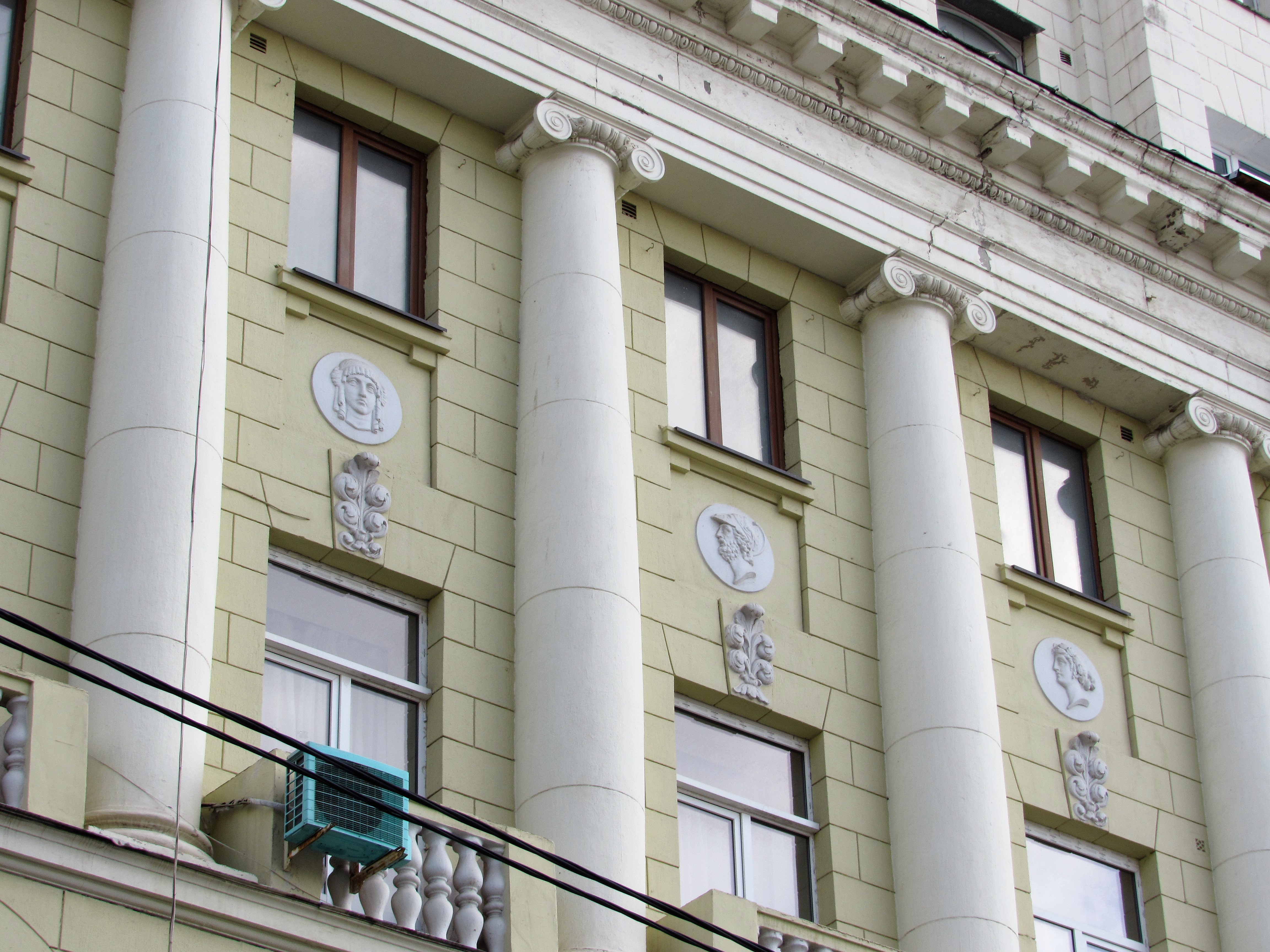
Медальйони і пілястри
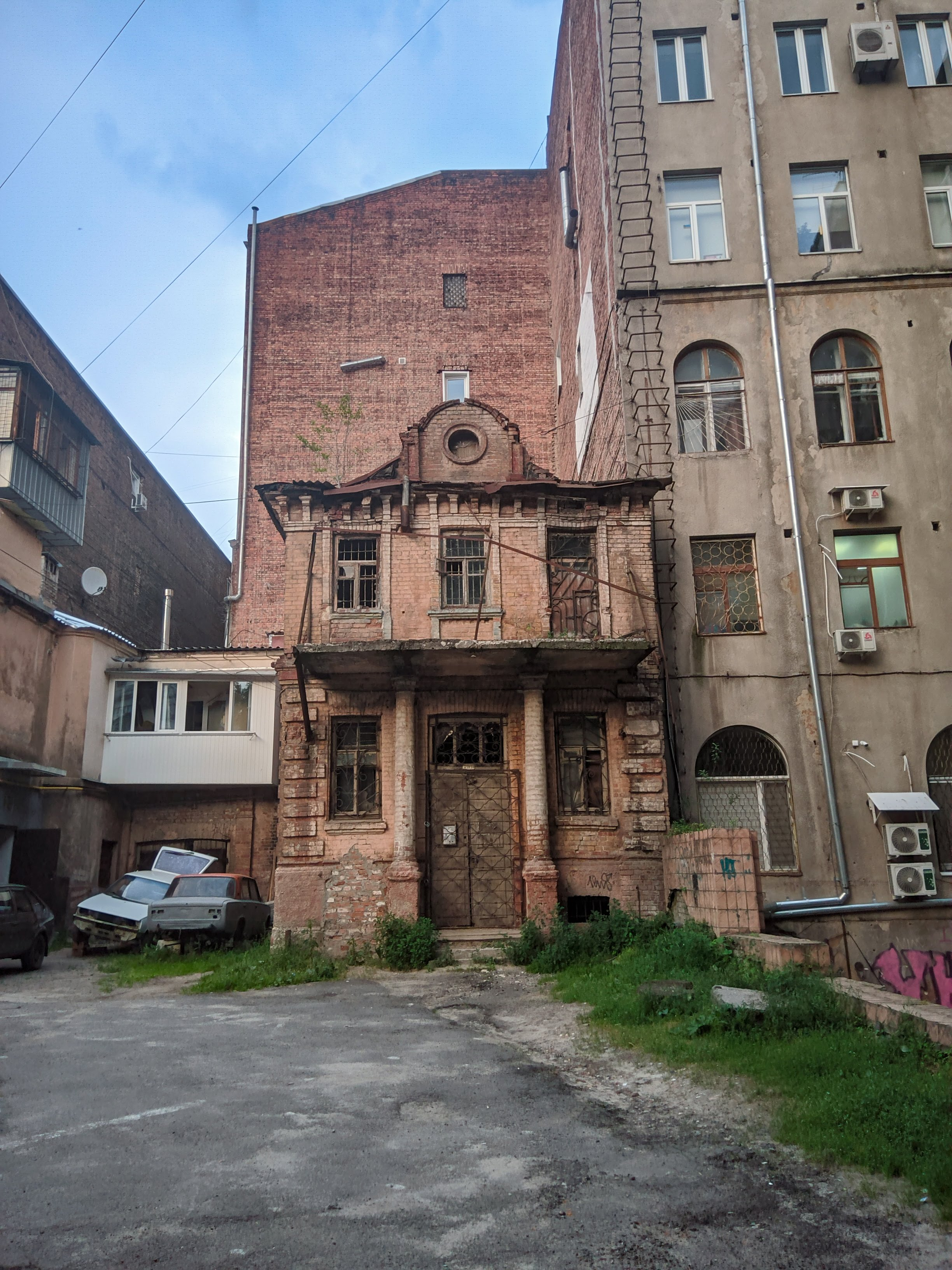
Флігель у дворі будинку